# Annunciazione (Francesco di Simone da Santacroce)
La pala dell'Annunciazione è un dipinto olio su tavola di Francesco figlio di un certo Simone, originario della frazione Santa Croce di San Pellegrino Terme realizzato per la chiesa di Sant'Alessandro di Spino al Brembo frazione di Zogno nel 1504. Il dipinto è datato e firmato dall'artista: «FRANCISCVS.DE.SANTA / CRVCIS.FECIT.1504», e conservato nella pinacoteca dell'Accademia Carrara, che lo aveva acquistato dagli amministratori della parrocchia nel 1868

## Storia
Il dipinto era stata commissionato della scuola del Rosario, per essere posto come pala d'altare del primo altare a destra dedicato alla Beata Vergine Annunciata, della chiesa di Sant'Alessandro. La località di Spino è prossima a quella di Santa Croce dove l'artista dovrebbe essere nato. Vi è quindi nella committenza un desiderio di riavvicinamento alla famiglia migrata a Venezia.
Il dipinto è uno dei pochi lavori attribuiti all'artista e anche il più antico, probabilmente fu realizzato intorno ai suoi trent'anni.
Negli atti della visita pastorale del vescovo Luigi Grimani del 1646 vi è la descrizione di un dipinto antico raffigurante l'Annunciazione posto come pala dell'altare intitolato alla visitazione dell'Angelo a Maria. Di pochi anni successiva è la relazione del parroco della chiesa di Spino che descrive l'opera come “bellissima a comun parere di tutti”.
Il dipinto fu menzionato anche da Giacomo Carrara con precise indicazioni: entrando a destra evvi ad uno altare il quadro con la Vergine annunziata, sotto il quale mi è stato detto che sta scritto Franciscus a S. Cruce col millesimo che si crede il 1515 così mi disse il Sig. Prevosto Viscardi di Borgo Canale, [...] sopra l’architettura vi sono li quindici misterii del Rosario, quali converrebbe sapere se paion dell’istesso Fran.co di S. Croce, qual il cui cognome sarà Rizi.”. Venendo poi segnalato anche da Giovanni Maironi da Ponte nel suo Dizionario odeporico della provincia bergamasca.

### La vendita e la copia
La parrocchia di Sant'Alessandro di Spino nella seconda metà del XIX secolo, si trovava in gravi condizioni economiche, dovette quindi decidere di vendere quella che doveva essere l'opera più prestigiosa che possedeva, soluzione abbastanza comune, fu quindi del 2 aprile 1867 il primo contatto tra i fabbriceri Giovanni Battista Cortesi, Carlo Piana e Nicola Giuliani e il pittore Giuseppe Rillosi, che temporaneamente conservava l'opera nel suo studio di pittura in Palazzo Terzi, incaricato alla vendita del dipinto per una cifra di lire 6000. Di pochi giorni successiva è la lettera che Pasino Locatelli insegnante al Liceo Sarpi nonché studioso di arte e letteratura ad Ottavio Lochis, amministratore dell'Accademia Carrara, dove gli annunciava un articolo intitolato ai pittori Santacroce sulla Rivista Contemporanea Nazionale Italiana, con un approfondimento proprio sull'opera in oggetto: 
(lettera di Pasino Locatelli–8 aprile 1867–Archivio della Commissaria)
.
Il contratto di vendita fu firmato il 16 ottobre 1867, dal Cortesi e il segretario dell'accademia Alessandro Gavazze, con un prezzo di vendita di lire 3400 da pagarsi in tre rate, inferiore a quanto preventivato, vendita che fu autorizzata anche dalla Regia Prefettura. Il contratto fu firmato dal rappresentante della chiesa Giovan Battista Cortesi, da Pietro Agliardi, presidente della Commissaria, dal Lochis in qualità di vice presidente dell'accademia, e Francesco Baglioni, commissario con la presenza di tue testimoni, Gavazzeni e Rillosi.
Il contratto aveva alcune clausole, la parrocchia si impegnava a compiere una copia dell'opera da conservare sull'altare dell'Annunciazione. Il quadro risultava essere molto ammalorato e ne fu richiesto il restauro allo stesso Rillosi e la realizzazione di una copia. Pietro Mora fu incaricato di realizzare la nuova cornice.
Il dipinto fu nuovamente restaurato nel 1903 da Valentino Bernardi, il quale denunciò il restauro del Rillosi come compiuto in modo non corrispondente alla ricerca dei pigmaneti originali. Quest'opera sebbene rimossa dalla sua collocazione originaria, è stata la prima a portare attenzione ai pittori del rinascimento veneziano di origine bergamasca del XVI secolo.
Una copia del dipinto fu posta nella chiesa dell'Invenzione della Santa croce della piccola frazione di Santa Croce di San Pellegrino Terme realizzata nel 1944 dal pittore Aldo Locatelli

## Descrizione

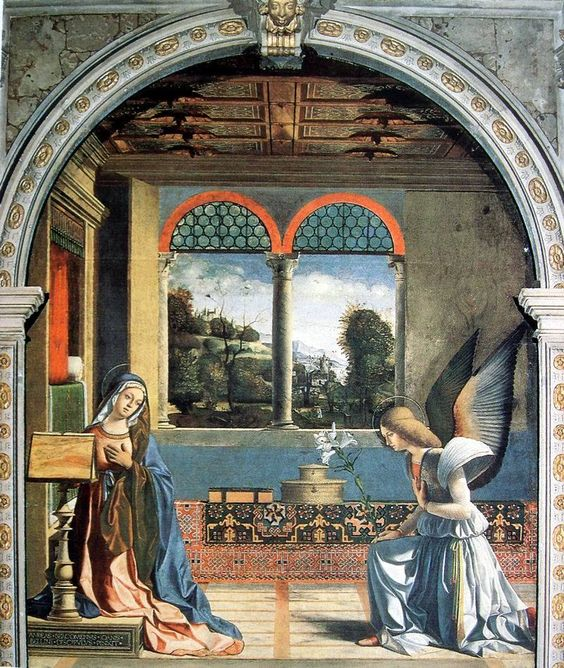
Andrea Previtali, Annunciazione, (santuario di Santa Maria Annunciata di Meschio, Vittorio Veneto)

La scena si svolge in un ambiente domestico dalle perfette prospettive, dove le travi del soffitto si contrappongono alla pavimentazione a scacchiera, portando l'osservatore a concentrarsi sulla centralità della scena. Il centro dell'opera è il ramo con i tre gigli, simbolo della Trinità e di purezza, che l'Angelo annunciatore porge alla Vergine riprendendo gli schemi già presentati da Giovanni Bellini.
Che nella bottega del pittore avesse lavorato anche Andrea Previtali, anche lui di origini bergamasche e trasferitosi a Venezia dove la famiglia vendeva corde e aghi, lo si evince dalla vicinanza che vi è nel dipinto con il medesimo soggetto realizzato l'anno successivo. Anche se il dipinto del Previtali è migliore, ha molti punti d'incontro con quello del Santacroce, sia nell'ambientazione che nel colore..Mentre completamente differente è il paesaggio che si vede oltre la bifora, in quello del Previtali è un paesaggio boschivo, probabilmente riferito al territorio bergamasco, mentre nel lavoro di Francesco vi è una riproduzione di Venezia, quella che doveva essere nel XV secolo, quindi la laguna, le abitazioni e riconoscibile la chiesa di San Francesco alle Vigne. L'autografo e la data di realizzazione, sono scritte su di un piccolo cartiglio posto sul gradino dell'inginocchiatoio.